# Conestoga (Fuhrwerk)

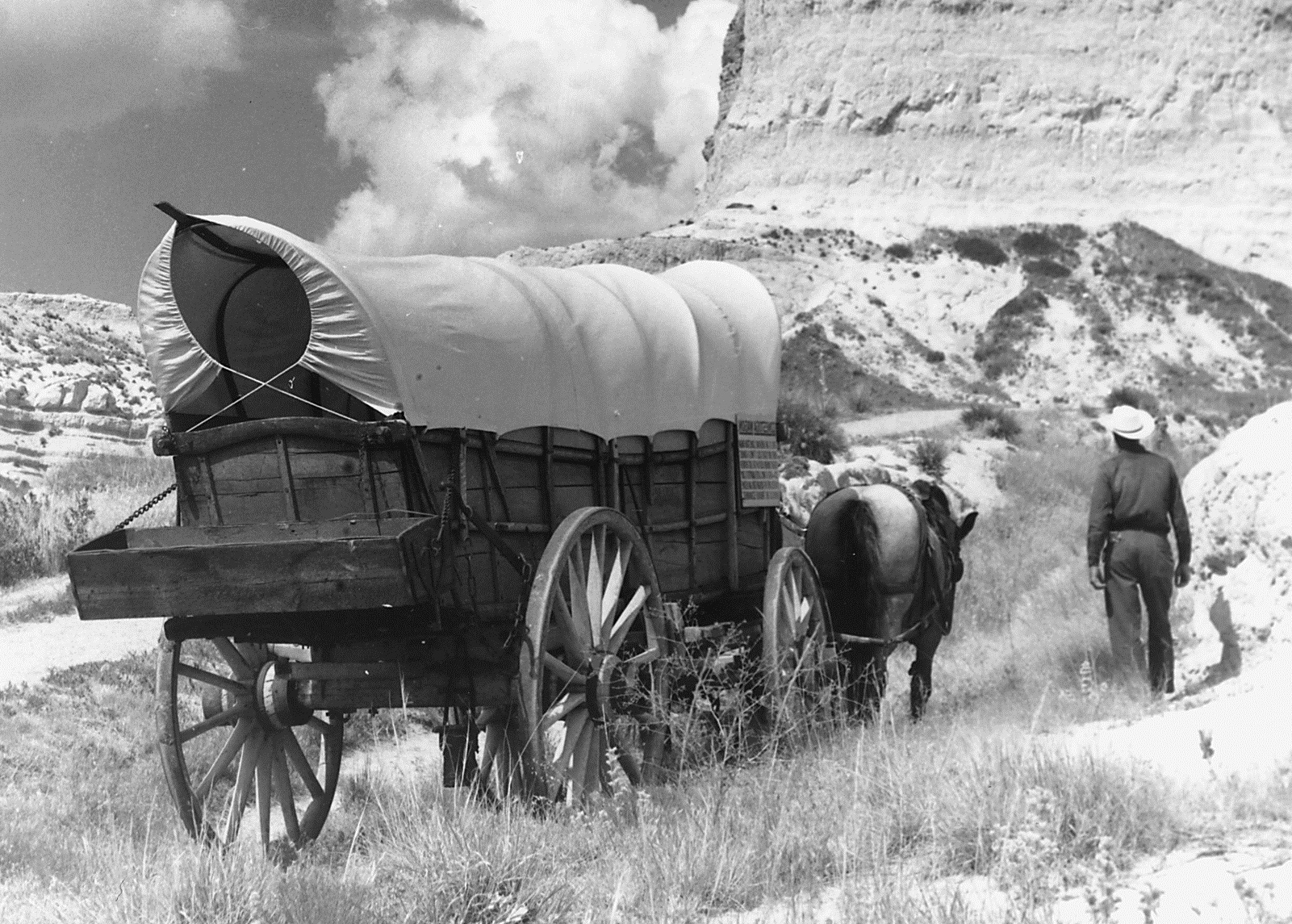
Conestoga auf dem Oregon Trail

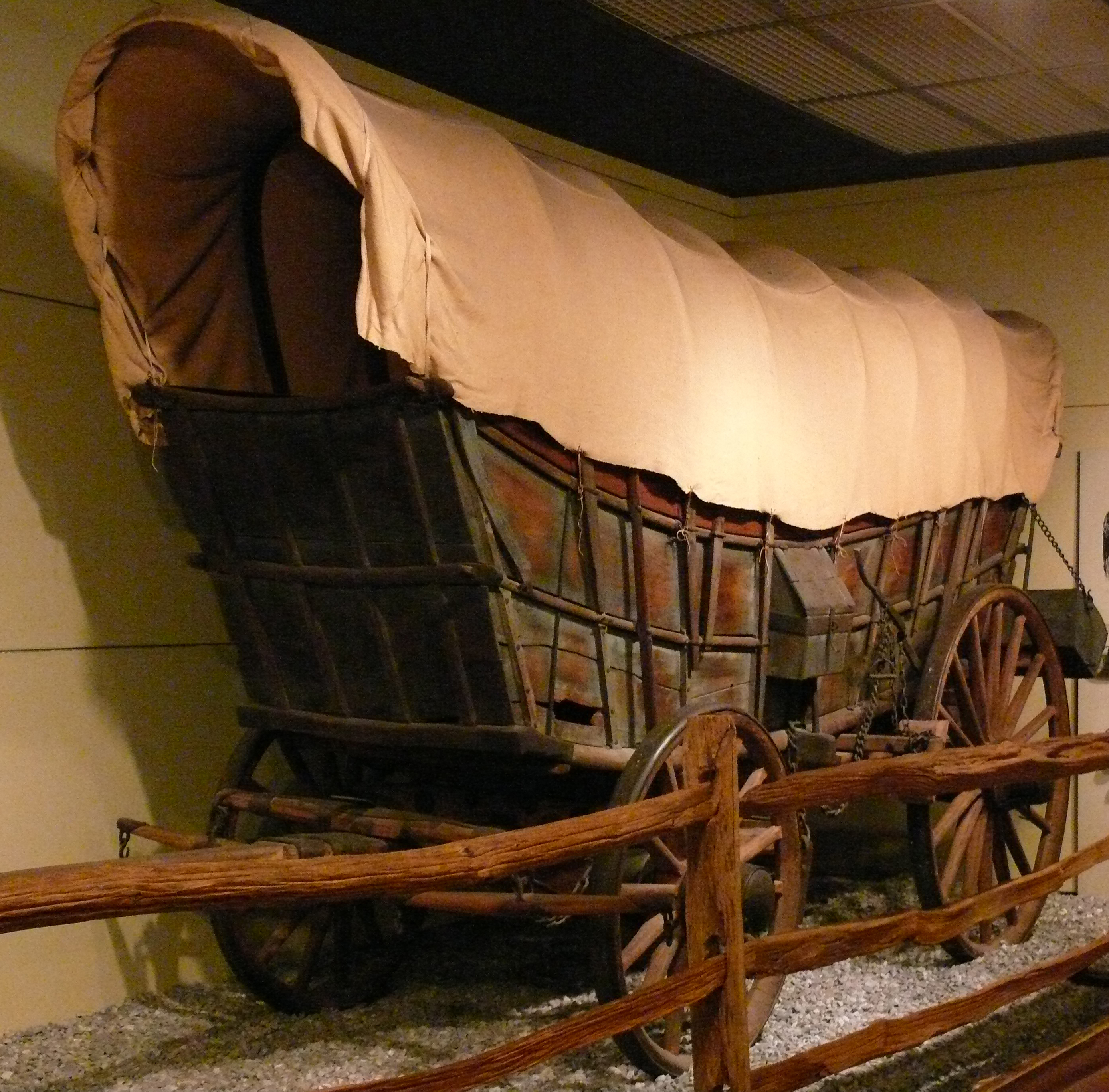
Ausstellungsstück im State Museum of Pennsylvania

Der Conestoga Wagon (dt. Conestoga-Wagen) war ein von vier bis sechs Pferden gezogener schwerer Lastwagen, der von den deutschen Auswanderern in Pennsylvania zur Zeit der Kolonialzeit in den USA gebaut wurde. Er ist erstmals 1754 definitiv belegt. Man sollte ihn nicht mit dem klassischen Planwagen, dem „Prairie Schooner“, verwechseln, der aus zahlreichen Western bekannt ist. Dieser war viel leichter gebaut.
Der Conestoga-Wagen wurde zum Güterverkehr im Osten der USA eingesetzt. Es war eine ausgeklügelte Konstruktion. Ein typisches Merkmal ist der vorne und hinten hochgezogene Wagenboden. Dies hatte den Sinn, ein Verrutschen der Ladung beim Bergauf- und Bergabfahren in der gebirgigen Region zu verhindern. Der Wagen war sehr hochrädrig, um kleinere Bäche und Flüsse durchfahren zu können, ohne dass die Ladung nass wurde. Zusätzlich war der Wagenboden kalfatert (mit Werg und Pech abgedichtet). Die sehr große Bodenfreiheit war auch nötig, um über Baumstümpfe und Felsbrocken fahren zu können, da die „Straßen“ zu der Zeit eher Pfade und ungepflegte Feld- und Waldwege waren. Er hatte zudem vier Zoll breite Räder (10,2 cm), um nicht so tief einzusinken. Die Ladekapazität betrug gut fünf metrische Tonnen.
Der „Conestoga Wagon“ hatte auch als erster Wagen seiner Zeit eine Bremse, die auf die Hinterräder wirkte. Sie wurde mit einem langen Hebel auf der linken Wagenseite bedient. Dort befand sich auch das „Lazy Board“, ein solides Eichenbrett, das herausgezogen werden konnte und auf dem der Fahrer (oder sein Assistent) sitzen konnte. Meist aber ging der Fahrer neben dem Wagen her, oder er ritt auf dem „Wheel Horse“, dem linken Pferd direkt vor dem Wagen.
Die Farbgebung der Wagen folgte der Tradition der deutschen Siedler in Pennsylvanien: Leuchtend hellblauer Wagenkasten, rote Räder und Laufwerk, weißes Verdeck aus Segeltuch oder hausgewebter Leinwand.
Gezogen wurden die Wagen von relativ schweren Pferden eines besonderen Schlages, den „Conestoga Horses“. Sie hatten ein Stockmaß von 1,70 bis 1,80 Metern und wogen etwa 1800 englische Pfund (ca. 820 kg). Ursprünglich waren es Rappen, die vermutlich auf die schwarzen englischen Zugpferde zurückgingen. Später kamen auch Dunkelbraune und Schimmel vor (durch Einkreuzen anderer Rassen). Auf dem Kummet der Pferde war ein Bogen angebracht, an dem kleine Eisen- oder Bronzeglocken hingen; beim vorderen Gespann waren es fünf, beim mittleren vier und beim letzten drei. Schon von weitem konnte man das Gebimmel der verschieden großen Glöckchen hören – und sehen, dass man sich selbst, die Kinder und das Vieh aus dem Weg schaffte. Die Glocken waren der ganze Stolz der Fahrer. Es galt als Schande, ohne sie anzukommen (z. B. weil man sie einem anderen Fahrer überlassen musste, der einen aus dem Morast geschleppt hatte). Darauf geht die Redensart zurück „I will be there with bells on.“ („Es wird alles glatt gehen.“)

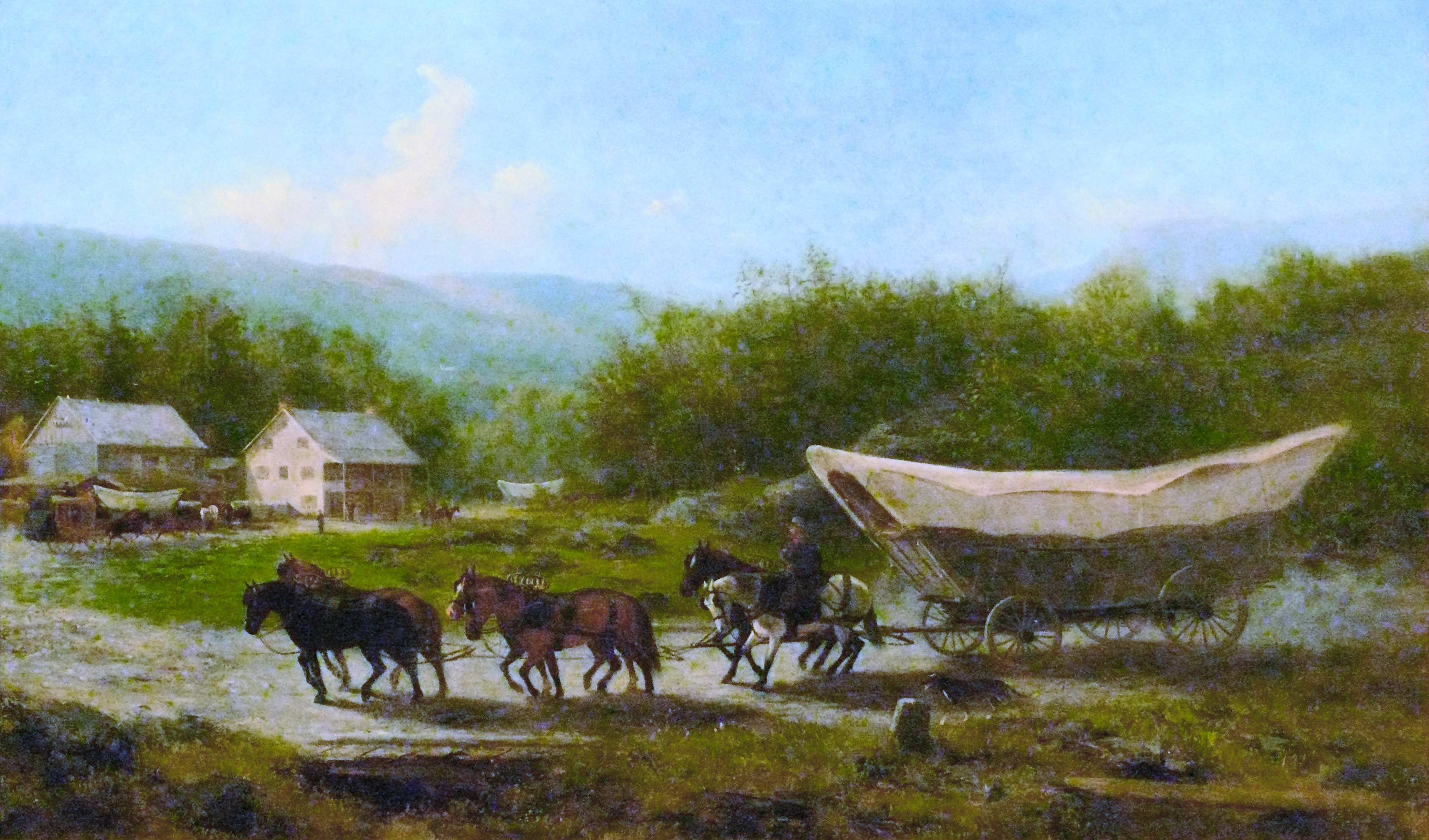
Conestoga Wagon 1883
Conestoga Wagon, Gemälde von Newbold Hough Trotter (1827–1898) im State Museum of Pennsylvania, Foto: Ed Meskens

Ein besonderer Schlag waren auch die Kutscher. Die professionellen Lastwagenfahrer („Regulars“) waren harte Kerle. Sie trugen meist rote Flanellhemden, Drillich- oder Lederhosen, Lederstiefel und breitkrempige Filzhüte. Sie qualmten ständig eine besondere Sorte billiger Zigarren gegen den Staub und waren beständig unterwegs. Sehr trinkfest sollen sie auch gewesen sein. Und sie liebten das Tanzen und das Kartenspiel. Sie mussten in der Lage sein, die Räder abzunehmen, um die Achsen zu schmieren, sie mussten die Pferde beschlagen, mit einer Axt den Weg von umgestürzten Bäumen freiräumen und kleinere Reparaturen durchführen können. Das erforderliche Werkzeug führten sie auf dem Wagen mit.
Sie fuhren, solange es hell war, übernachteten mit ihrem Gespann am Wagen oder steuerten bei entsprechendem Wetter das nächste Gasthaus an. Häufig waren sie in ganzen Kolonnen von bis zu 100 Wagen unterwegs. Die durchschnittliche Tagesstrecke betrug 15 Meilen (etwa 24 km).
Es gab drei Hauptstrecken, auf denen sie unterwegs waren:
- Über die Appalachen nach Pittsburgh, wo die Fracht auf Schiffe umgeladen und ins Tal des Ohio hinabtransportiert wurde;
- auf der „National Road“, die Baltimore und Frederic in Maryland mit Wheeling West in Virginia verband;
- und schließlich um 1852 nach Vandalia in Illinois und die „Great Wagon Road“ durch das Virginia-Tal nach North Carolina.
Daneben gab es Gelegenheitsfahrer („Sharpshooters“), meist Farmer, die mit ihren Gespannen fuhren, wenn die Frachtraten hoch waren und es zusätzliches Geld zu verdienen gab.

## Geschichte

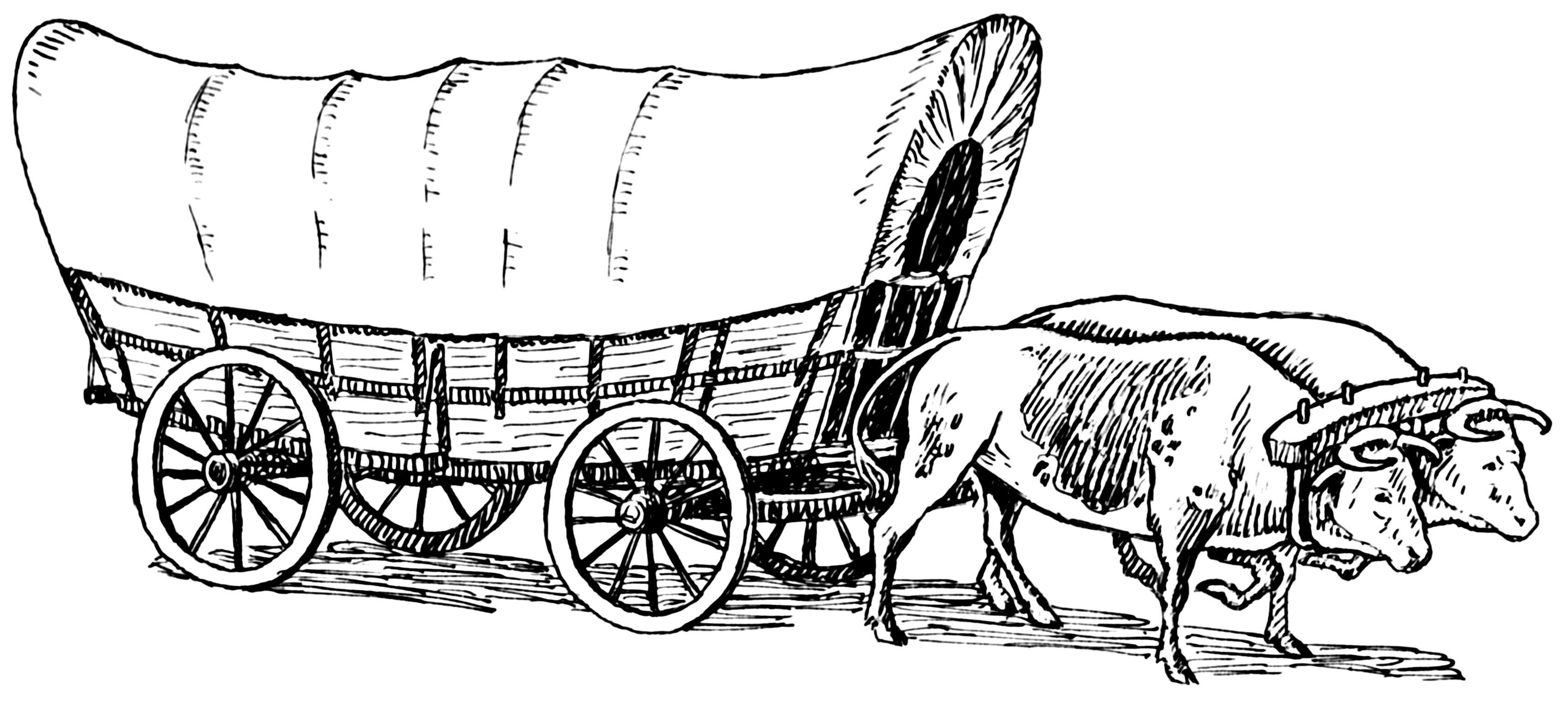
Prairie Schooner

Die Deutschen, die sich 1751 in der Nähe der Conestoga-Indianer niederließen, nannten ihre Siedlung zunächst Conestoga. Später wurde die Stadt in Lancaster umbenannt. Sie entwickelten aus den aus Deutschland und England bekannten Bauernwagen den Conestoga Wagon. Er war bis zum Aufkommen der Eisenbahn das vorherrschende Gütertransportmittel. Die erste bekannte Erwähnung eines „Conestoga Wagon“ stammt von James Logan in seinem Abrechnungstagebuch vom 31. Dezember 1717, nachdem er den Wagen von James Hendricks gekauft hatte. Der daraus entwickelte, leichter gebaute Prairie Schooner, der auch von Maultieren oder Ochsen gezogen wurde, trug später maßgeblich zur Kolonisierung der westlichen Teile Nordamerikas bei.